# E-Prime
E-Prime (que significa English Prime) es una manera de hablar inglés sin usar el verbo "ser" o "estar", en inglés to be, en cualquiera de sus formas verbales (be, is, am, are, was, were, been, being). Un hablante o un escribiente de E-Prime usa verbos diferentes como "volverse" (en inglés to become), "permanecer" (to remain), e "igualarse" (to equal); la idea es que se puede reconstruir la frase para mostrar explícitamente quién o qué hace la acción.
Por ejemplo, en E-Prime, un escribiente cambiaría la frase Mistakes were made = "Se cometieron errores" a Joe made mistakes = "Joe cometió errores". Ese cambio de formulación revela un actor (Joe), mientras que la forma primera oculta el actor. Obviamente, los usuarios y defensores de E-Prime considerarían más adecuada la frase alterada. 

## Razones deE-Prime
D. David Bourland Jr. (1928-2000) fue quién primeramente propuso E-Prime en 1965. Bourland fue quien trabajó en la semántica general. Una idea importante de sus trabajos es que los seres humanos llegan a saber que ellos conocen y experimentan, cuando ellos ven, oyen, tocan, saborean, olfatean, piensan, y sienten. Además, es lógico postular que las observaciones y las experiencias de un sujeto, afectan o pueden afectar las observaciones y las experiencias futuras de ese mismo sujeto. Y ya que cualquiera tiene experiencias diferentes de los demás, por cierto cualquiera también elabora interpretaciones diferentes a las generadas por sus congéneres, aunque obviamente con ciertas similitudes y con cierta base común.
Estudiantes de Semántica General y usuarios de E-Prime opinan que decir This cat is soft = "Este gato es suave", omite numerosos otros atributos, y en lo estricto implica que el "objeto" exterior del gato es el "mismo que" la experiencia interior de "ser blando". En cambio, usuarios de E-Prime dicen This cat feels soft TO ME = "Este gato ME parece suave" para recordar las cosas siguientes:
1. La experiencia de "ser suave" incluye el "objeto" exterior llamado "gato", y también los ojos, las manos, el cerebro y el sistema nervioso del observador;
2. algún otro podría sentir o apreciar diferentes aspectos o características del gato;
3. un mismo sujeto bien podría vivenciar una cosa diferente en un tiempo diferente o en circunstancias diferentes (el gato podría rascarlos, o parecer húmedo, o cubierto de suciedad).

## Qué no esE-Prime
E-Prime y Semántica General no son lenguas o formas de inglés diferentes. En suma, ellas son maneras diferentes de pensar y de referirse al mundo.
Además, lenguas como árabe, turco, y cantonés, aunque no tienen un verbo separado para "ser" o "estar", sin embargo poseen la idea de "ser". Por ejemplo, un individuo hablando en nuestra lengua podría decir "Esta manzana es roja". Y otro sujeto hablando en árabe podría decir (en traducción literal) "Esta manzana roja".
La mayoría de las lenguas pueden ser usadas para expresar la idea de una manzana roja. Un usuario de E-Prime puede meramente decir (en traducción literal) "Esta manzana parece roja", para recordarse que "ver de roja" incluye la manzana y también el ojo y el cerebro de la persona observante de la manzana.
Numerosos especialistas en inglés animan a los estudiantes a usar verbos diferentes de "ser" o "estar". Para ellos, el uso de verbos más activos, hace la obra escrita más clara e interesante. Estos estudiosos así pretenden que se refinen obras escritas por sus estudiantes, aunque no necesariamente ellos aceptan totalmente las ideas de Semántica General o E-Prime.